# Mont Langya
Pour les articles homonymes, voir Langya.
Le mont Langya (chinois simplifié : 琅琊山 ; chinois traditionnel : 瑯琊山 ; pinyin : láng yá  shān) est une montagne située dans le district de Langya au nord-ouest de la ville de Chuzhou, dans la province chinoise de l'Anhui.

## Parc national du mont Langya
La parc paysager du mont Langya (琅琊山风景名胜区) a été proclamé parc national le 1er août 1988.